# Marine Building

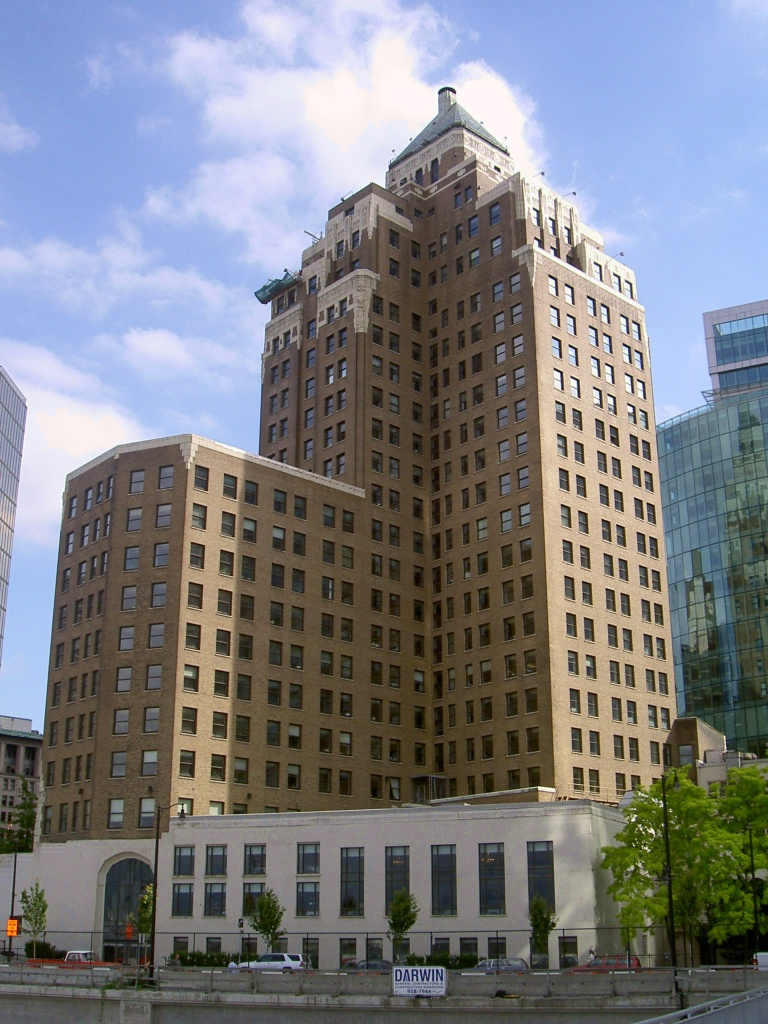
Marine Building

Das Marine Building ist ein Hochhaus in der kanadischen Stadt Vancouver. Es gilt aufgrund des Art-déco-Baustils als Sehenswürdigkeit. Das Gebäude ist rund 98 Meter hoch und hat 21 Stockwerke. Die Adresse im Stadtteil Downtown lautet 355 Burrard Street.
Die Bauarbeiten begannen offiziell am 14. März 1929, eröffnet wurde das Gebäude am 7. Oktober 1930. Die Architekten ließen sich vom Empire State Building in New York inspirieren. Bis 1939 war das Marine Building das höchste Bauwerk der Stadt, bevor vom Fairmont Hotel Vancouver abgelöst wurde. Es selber hatte das World Building als höchstes Gebäude abgelöst. Die Baukosten betrugen 2,3 Millionen CAD (mehr als das Doppelte der ursprünglich budgetierten Summe). Wegen der Weltwirtschaftskrise wurde das Hochhaus für nur 900.000 CAD an die irische Brauereifamilie Guinness verkauft. Heute gehört es den Unternehmen Princeton Developments, OMERS Realty Corporation (Immobilieninvestmentarm des kanadischen Pensionsfonds Ontario Municipal Employees’ Retirement System) und Confederation Life Insurance.
Die Eingangshalle ist im Stile eines Maya-Tempels gehalten. Die Wände sind mit Holz von zwölf verschiedenen einheimischen Baumarten getäfelt, die Aufzugstüren sind mit Messing verkleidet. Alle Wände und Aufzugstüren sind dekoriert mit Darstellungen von Seeschlangen, Rochen, Krebsen, Schildkröten, Karpfen, Muscheln, Seegras, Seepferdchen und Transportmitteln jener Epoche. Der Boden besteht aus Marmor (bis zur Renovation im Jahr 1989 Linoleum) und ist mit den zwölf Sternzeichen verziert.

## Galerie

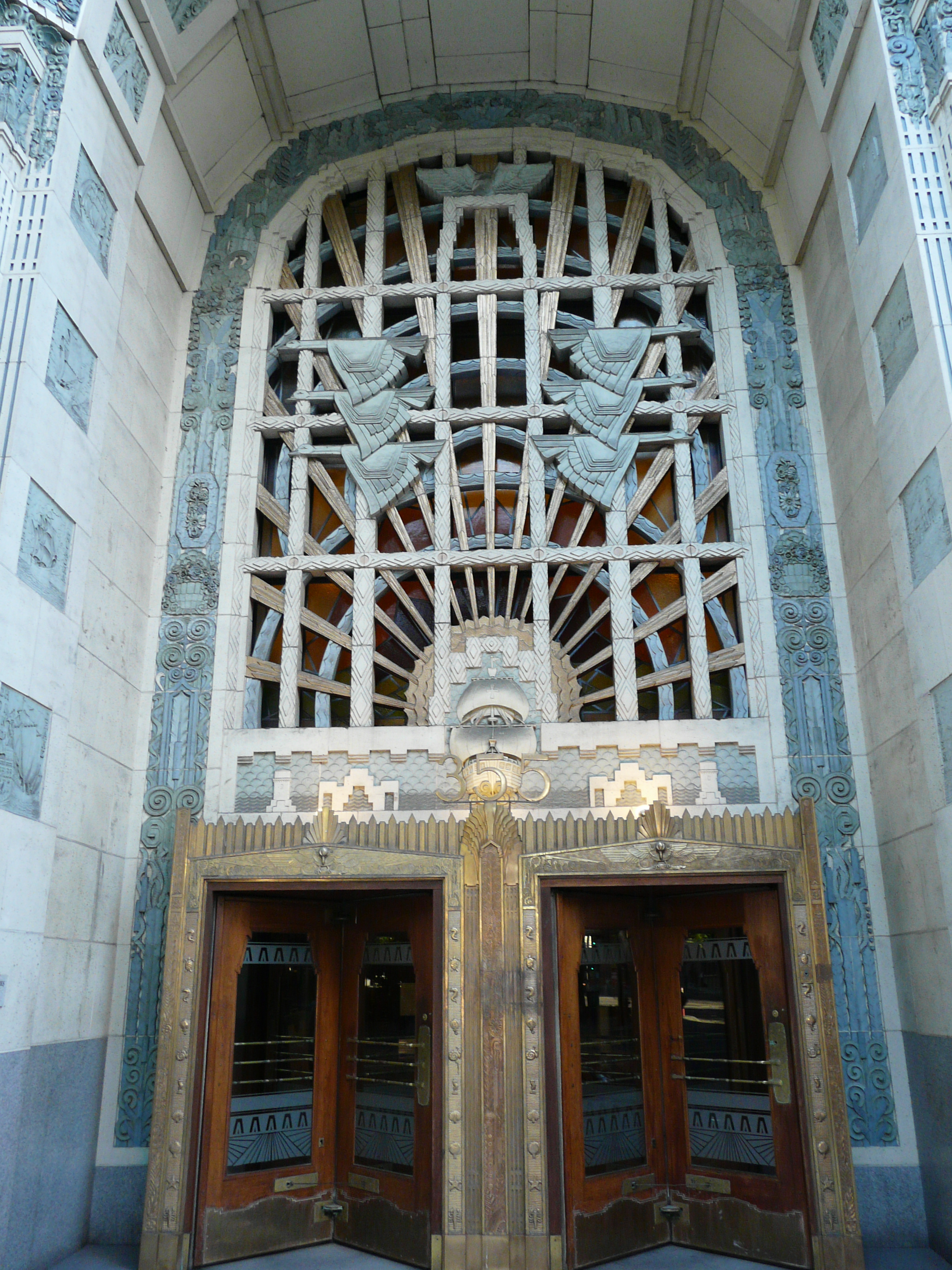
Eingangsportal
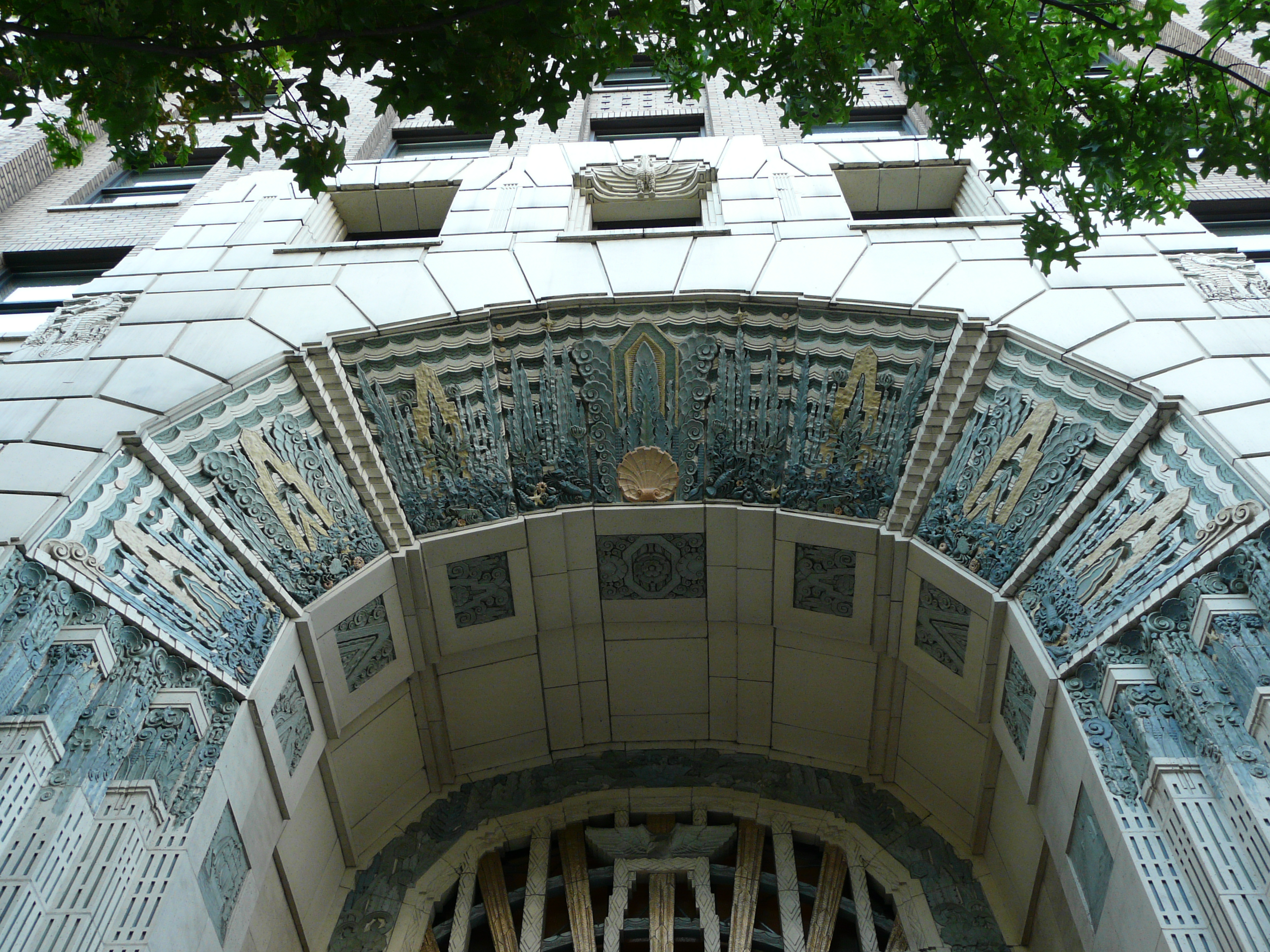
Eingangsportal – Detail
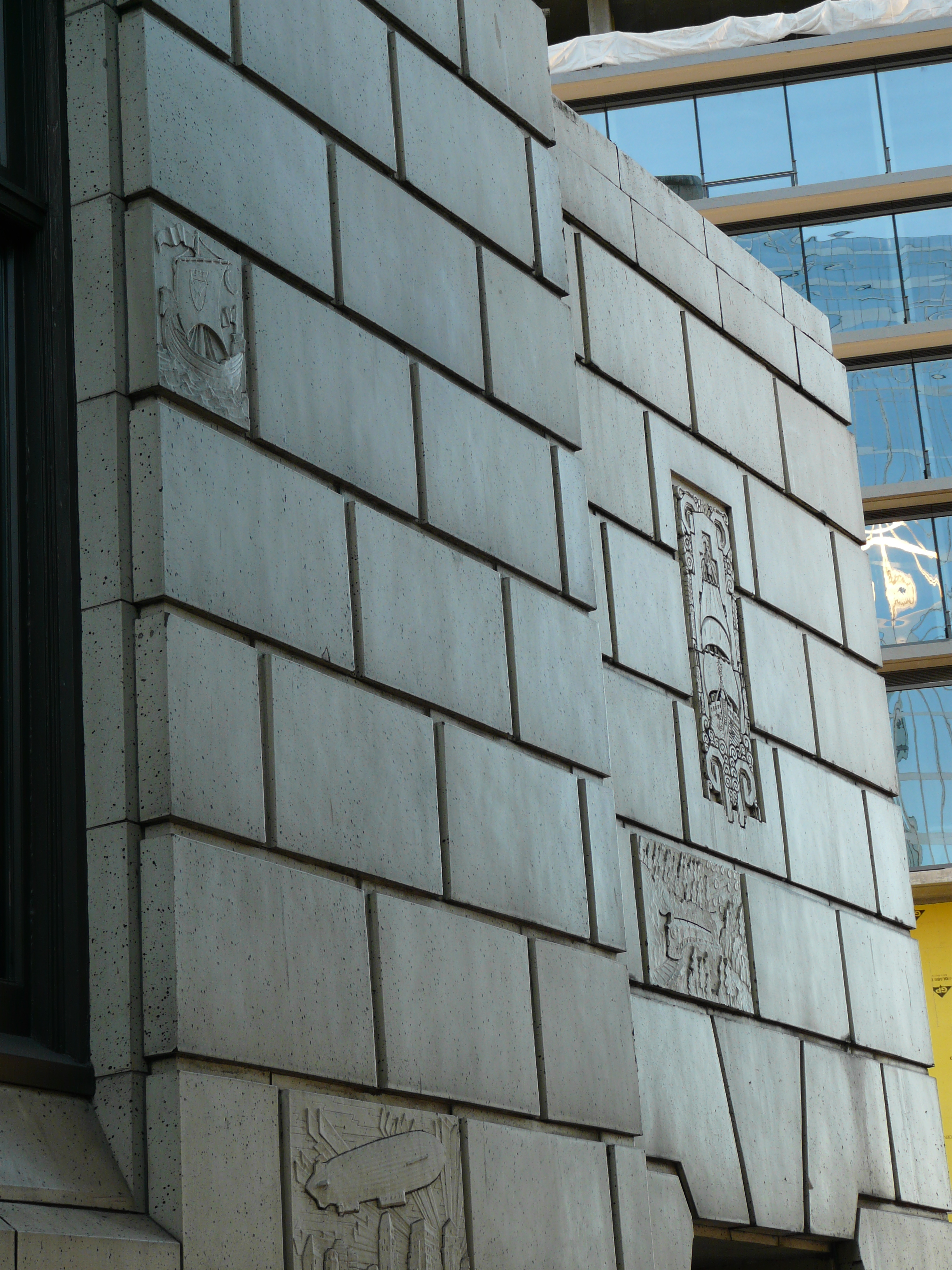
Gruppen von Reliefs an der Außenwand
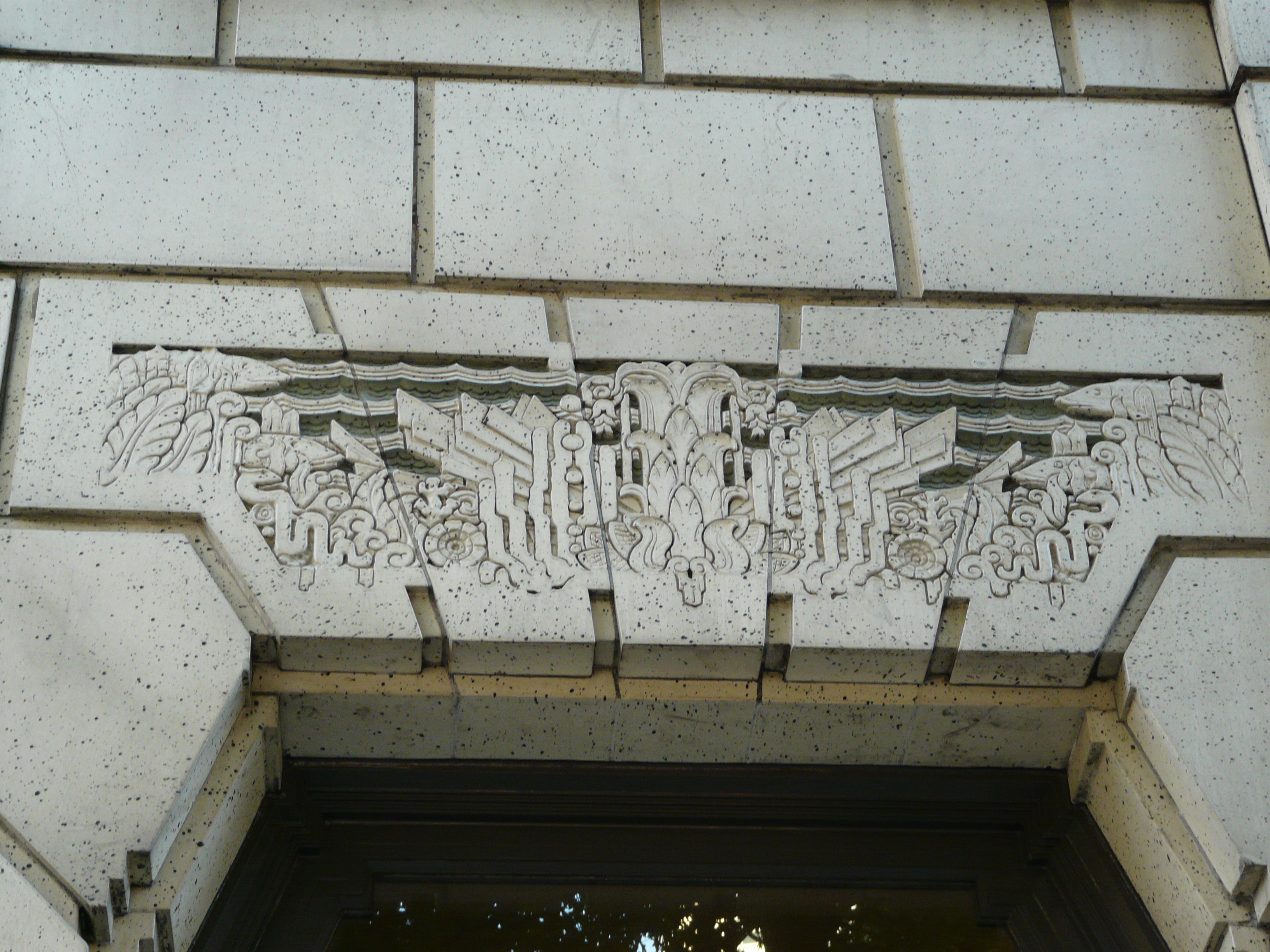
Relief über einem Fenster